# Edmond Viancin
Edmond Viancin (1836–1877) foi um pintor francês, radicado no Brasil. Faleceu em 1 de março de 1877. Era casado com Marie Pauline Meillier. 
Assume certo destaque em salões de arte na França entre 1866 e 1870; depois, muda-se para o Brasil. Obras dele figuram no Museu Nacional de Belas Artes, no Instituto Arqueológico, Histórico e Geográfico Pernambucano, no Museu Mariano Procópio, no Museu Imperial e no Museu Paulista.
Os retratos da familía Breves, uma das famílias mais ricas do Império, foram adquiridas pelo Instituto Histórico Geográfico Brasileiro através da ajuda de João Hermes Pereira de Araújo.

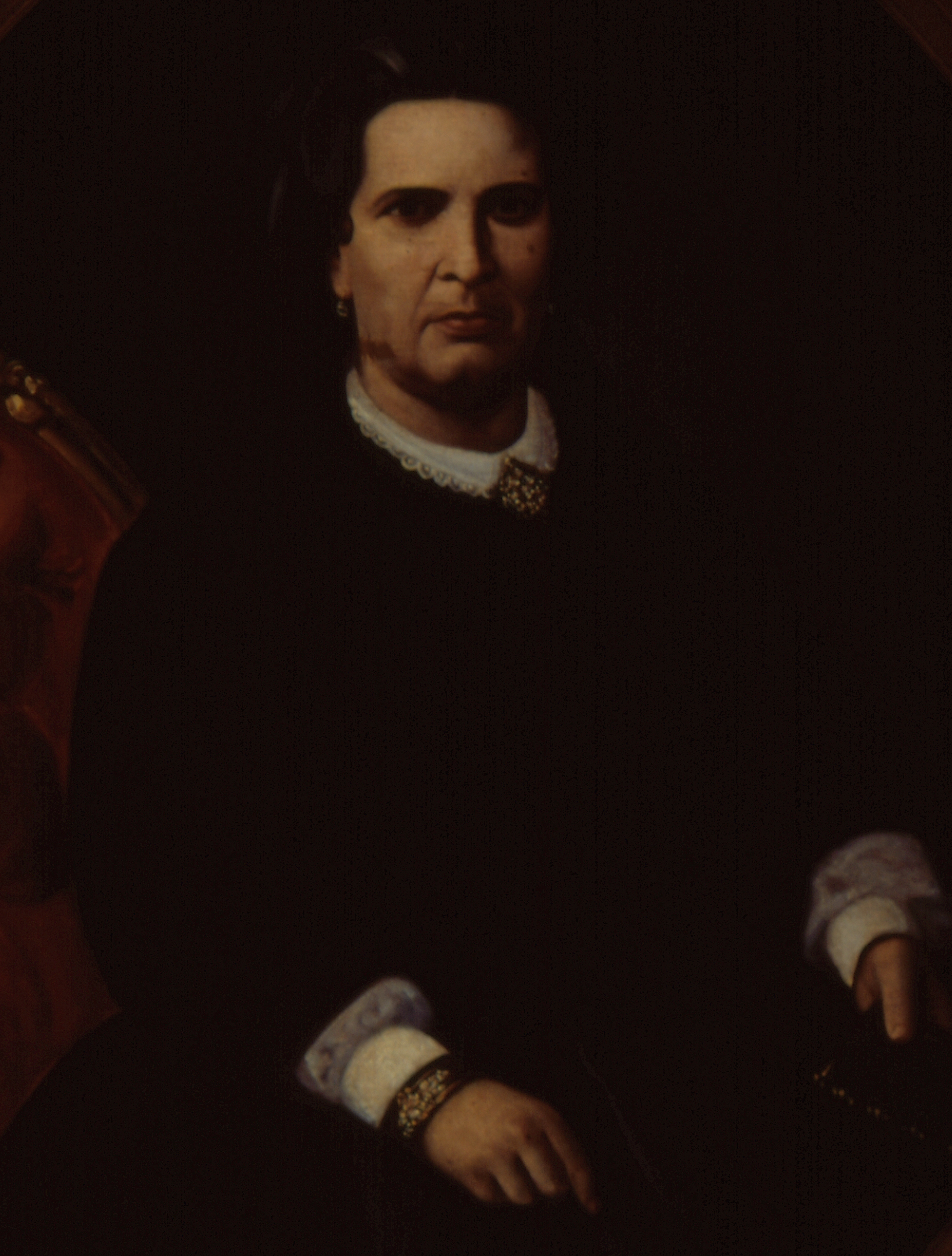
Retrato de Ana Joaquina Fonseca de Queiroz Telles (Segunda Baronesa de Jundiaí), de 1875, no Museu Paulista.

Em sua produção, destacam-se retratos de personalidades notáveis do Rio de Janeiro e famílias da elite cafeeira, normalmente paulistana.

## Obras
- Retrato de Maria Slovak (1870)[5]
- Retrato de Baronesa de Vasconcellos[6]
- Retrato de Ana Joaquina Fonseca de Queiroz Telles, segunda Baronesa de Jundiaí[7]
- Retrato de Baronesa de Guamá (1875)[8]
- Retrato de Comendador José de Souza Breves[4]
- Retrato de Rita Clara de Moraes Breves[4]
- Retrato do Senador Eusébio de Queirós
- Retrato do Dr. Luís Barbosa da Silva